# Ramazzottius bunikowskae
Espèce
Ramazzottius bunikowskae est une espèce de tardigrades de la famille des Ramazzottiidae.

## Distribution
Cette espèce est endémique de Russie.

## Publication originale
- Kaczmarek, Michalczyk & Diduszko, 2006 : Ramazzottius bunikowskae, a new species of Tardigrada (Eutardigrada, Hypsibiidae) from Russia. Zootaxa, no 1229, p. 49-57.